# Сборная Кавана по гэльским играм
Сборная Кавана по гэльским играм, как орган управления — Каванский совет Гэльской атлетической ассоциации  или Совет графства Каван при Гэльской атлетической ассоциации (англ. Cavan County Board of the Gaelic Athletic Association / Cavan GAA, ирл. Cumann Lúthchleas Gael Coiste Chontae an Chabháin / CLG Coiste Chontae an Chabháin), транслитерированное название Каван ГАА — команда графства Каван, выступающая в соревнованиях Гэльской атлетической ассоциации. Относится к числу 32 команд графств острова Ирландия, заведует развитием гэльских игр в графстве Каван как на уровне отдельных команд, так и всего графства.

## Руководство
Юрисдикция Каванского совета ГАА распространяется на территорию традиционного графства Каван. В состав Совета входят 8 человек, Совет подчиняется Ольстерскому провинциальному совету ГАА (англ. Ulster GAA).

## Символика

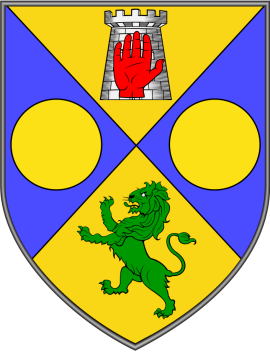
Герб графства Каван, ранее являвшийся логотипом всех сборных Кавана

Первая эмблема, изображавшаяся на майках игроков сборных Кавана по гэльскому футболу и хёрлингу, представляла собой герб графства Каван. Это был щит из четырёх частей, включавший красную руку Ольстера на фоне аббатства францисканцев в городе Каван, где были похоронены вожди О’Райли. В этом аббатстве также похоронены останки ольстерского военачальника Оуэна О’Нила. Также на нижней части изображался зелёный лев клана О’Райли.
В 2004 году была представлена новая эмблема, разработанная 38-м президентом ГАА Аоганом Фарреллом и представителем Центрального совета графства Каван Джорджем Картрайтом. Эмблема представляет собой испанский щит, разделённый на четыре части X-образным способом.
- Верхняя часть — белого цвета с изображением Красной руки Ольстера и цифрами 1886, обозначающими год принятия в ГАА первого каванского клуба «Балликоннелл Фёрст Алстерс[англ.]» и одновременно первого клуба в Ольстере.
- Нижняя часть — белого цвета с изображением башни аббатства францисканцев в городе Каван, основанного династией О’Райли.
- Левая (со стороны зрителей) часть — синих и зелёных цветов, изображает озёра и холмы как рельеф графства Каван.
- Правая (со стороны зрителей) часть — синего цвета с белым изображением логотипа ГАА.

## Гэльский футбол

### Клубы
Первый клуб по гэльским играм в Кавана и всём Ольстере появился в 1885 году: им стал «Балликоннелл Джо Биггарз» (англ. Ballyconnell Joe Biggars) из Балликоннелла, названный в честь депутата парламента из Западного Кавана, националиста Джо Биггара. Позже клуб переименовали в «Балликоннелл Фёрст Алстерз» (англ. Ballyconnell Joe Biggars). 30 апреля 1887 года состоялся первый финал чемпионата Кавана в столице графства, в котором сошлись «Балликоннелл Фёрст Алстерз» и «Магера Макфиннс» (англ. Maghera MacFinns), и последние победили со счётом 1-4 — 0-1, став первыми чемпионами Кавана. Чемпионат Кавана проводится ежегодно, а его победитель получает право представлять графство в чемпионате Ольстера и в случае успеха продолжить борьбу во Всеирландском чемпионате. В 2019 году в финале победу одержал клуб «Каслран», победивший команду «Рамор Юнайтед». Рекордсменом по числу побед является «Корнафин», выигравший 20 чемпионатов.
Вторым по статусу является чемпионат среди команд второго эшелона, победитель которого соревнуется в аналогичном первенстве Ольстера и выходит в высший дивизион чемпионата Кавана. Чемпионом 2019 года среди команд второго эшелона является «Лараг Юнайтед», обыгравший в финале «Белтарбет», а рекордсменом — «Лакен Селтик» с четырьмя победами. Ещё ниже располагается чемпионат дублёров, победитель которого соревнуется в аналогичном чемпионате Ольстера и выходит в чемпионат второго эшелона. Чемпионом 2019 года является «Киллинкер», обыгравший в финале «Шеннон Гэлс», а рекордсменом — «Темплпорт» с шестью победами.

### Сборная
Сборная Кавана участвует в соревнованиях Национальной футбольной лиги, чемпионате Ольстера и Всеирландском чемпионате. В активе команды Кавана пять побед во Всеирландском чемпионате (последняя в 1952 году), 30 побед в чемпионате Ольстера (последняя в 1997 году) и одна победа в розыгрыше Национальной футбольной лиги сезона 1947/1948. Команда проводит матчи на стадионе «Бреффни Парк» в Каване, главный тренер — Микки Грэм, сменивший Мэтти Макглинана в 2018 году.
Первую победу во Всеирландском чемпионате Каван одержал в 1933 году, не позволив Керри выиграть пятый подряд чемпионат: в полуфинале на «Бреффни Парк» Винсент Макговерн поразил ворота керрийцев на последней минуте, а в финале против Голуэя команда Кавана взяла верх с разницей всего в одно очко и стала первой сборной из Ольстера, заполучившей кубок Сэма Магуайра. Спустя два года в финале был обыгран Килдэр, что принесло Кавану вторую за три года победу во Всеирландском чемпионате.
Третья, самая известная победа Кавана, выпала на 1947 год, когда в финале в Нью-Йорке на «Поло Граундс» (первый и единственный финал, прошедший не в Ирландии) была побеждена сборная Керри. В 1948 году клуб выиграл в четвёртый раз Всеирландский чемпионат и впервые защитил титул: в финале была обыграна сборная Мейо с разницей в одно очко. В 1949 году в финале клуб мог не только выиграть пятый титул, но и в третий раз подряд стать чемпионом, однако Мит не позволил каванцам это сделать и обыграл их с разницей в 4 очка. В 1952 году Каван взял реванш у Мита в переигровке и выиграл пятый титул, но больше не доходил даже до Всеирландского финала.
Каван выиграл 39 титулов чемпиона Ольстера, однако подавляющая их часть была выиграна в первой половине века. 38-ю победу Каван одержал в 1969 году, а 39-ю — только в 1997 году, обыграв с разницей в одно очко команду Дерри, В 2019 году Каван вышел в финал чемпионата Ольстера, но проиграл Донеголу.

### Все достижения
- Всеирландские чемпионы: 1933, 1935, 1947, 1948, 1952
- Всеирландские чемпионы среди юниоров[англ.]: 1937, 1938
- Всеирландские чемпионы среди дублёров[англ.]: 1927, 2014
- Чемпионы Национальной футбольной лиги[англ.]: 1947/48
- Чемпионы Ольстера: 1891, 1903, 1904, 1905, 1915, 1918, 1919, 1920, 1922, 1923, 1924, 1925, 1926, 1928, 1931, 1932, 1933, 1934, 1935, 1936, 1937, 1939, 1940, 1941, 1942, 1943, 1944, 1945, 1947, 1948, 1949, 1952, 1954, 1955, 1962, 1964, 1967, 1969, 1997, 2020 (40 раз)
- Чемпионы Ольстера (до 21 года)[англ.]: 1988, 1996, 2011, 2012, 2013, 2014
- Чемпионы Ольстера среди юниоров[англ.]: 1937, 1938, 1952, 1959, 1974, 2011
- Чемпионы Ольстера среди дублёров[англ.]: 1914, 1915, 1916, 1924, 1927, 1932, 1936, 1938, 1940, 1941, 1944, 1957, 1962, 1984 (14 раз)
- Чемпионы Ленстера среди дублёров[англ.]: 2012, 2014
- Обладатели Кубка доктора Маккенны[англ.]: 1936, 1940, 1943, 1951, 1953, 1955, 1956, 1962, 1968, 1988, 2000 (11 раз)

### Текущий состав
- Менеджер[англ.]: Микки Грэм (Каван Гэлс[англ.])
- Тренеры: Дермот Маккейб[англ.] (Гауна[англ.]), Мартин Кори (Клонтибрет О’Ниллс[англ.])

Заявка на матч 4-го раунда Всеирландской квалификации 2019 года против Тирона (6 июля 2019)
| \| Номер \| Имя \| Позиция \| Клуб \| \| ----- \| ----------------------- \| --------------------- \| ---------------------- \| \| 1 \| Рэймонд Галлиган[англ.] \| Вратарь \| Лакен Селтик[англ.] \| \| 2 \| Джейсон Маклафлин \| Правый корнер-бэк \| Шеннон Гэлс \| \| 3 \| Патрик Фолкнер \| Фулл-бэк \| Кингскорт Старз[англ.] \| \| 4 \| Конор Мойнаг \| Левый корнер-бэк \| Драмгун Эйре Ог[англ.] \| \| 5 \| Конор Рехилл \| Правый винг-бэк \| Кроссерлаф[англ.] \| \| 6 \| Киллиан Кларк[англ.] \| Центр-бэк \| Шеркок \| \| 7 \| Киран Брэди \| Левый винг-бэк \| Арва \| \| 8 \| Конор Брэди \| Полузащитник \| Гауна[англ.] \| \| 9 \| Джерад Маккирнан[англ.] \| Полузащитник \| Суонлинбар \| \| 10 \| Ниалл Мюррей \| Правый винг-форвард \| Каван Гэлс[англ.] \| \| 11 \| Дара Маквити \| Центр-форвард \| Кроссерлаф[англ.] \| \| 12 \| Джерард Смит \| Левый винг-форвард \| Лэви[англ.] \| \| 13 \| Оушен Кирнан \| Правый корнер-форвард \| Каслран[англ.] \| \| 14 \| Киан Макей \| Фулл-форвард \| Каслран[англ.] \| \| 15 \| Мартин Райлли \| Левый корнер-форвард \| Киллигарри[англ.] \| \| 16 \| Лиам Брэди \| Вратарь \| Рамор Юнайтед[англ.] \| \| 17 \| Барри Форчун \| Запасной \| Каван Гэлс[англ.] \| \| 18 \| Джек Брэди \| Запасной \| Рамор Юнайтед[англ.] \| \| 19 \| Стивен Мюррей \| Запасной \| Каван Гэлс[англ.] \| \| 20 \| Кевин О’Райлли \| Запасной \| Батлерсбридж \| \| 21 \| Конор Мадден[англ.] \| Запасной \| Гауна[англ.] \| \| 22 \| Кристофер Конрой \| Запасной \| Лэви[англ.] \| \| 23 \| Томас Галлиган[англ.] \| Запасной \| Лакен Селтик[англ.] \| \| 24 \| Киллиан Брэди \| Запасной \| Маллахоран[англ.] \| \| 25 \| Марк Стюарт \| Запасной \| Кроссерлаф[англ.] \| \| 26 \| Патрик О’Райлли \| Запасной \| Кроссерлаф[англ.] \| |                   |                       |                 |
| Номер | Имя               | Позиция               | Клуб            |
| 1 | Рэймонд Галлиган  | Вратарь               | Лакен Селтик    |
| 2 | Джейсон Маклафлин | Правый корнер-бэк     | Шеннон Гэлс     |
| 3 | Патрик Фолкнер    | Фулл-бэк              | Кингскорт Старз |
| 4 | Конор Мойнаг      | Левый корнер-бэк      | Драмгун Эйре Ог |
| 5 | Конор Рехилл      | Правый винг-бэк       | Кроссерлаф      |
| 6 | Киллиан Кларк     | Центр-бэк             | Шеркок          |
| 7 | Киран Брэди       | Левый винг-бэк        | Арва            |
| 8 | Конор Брэди       | Полузащитник          | Гауна           |
| 9 | Джерад Маккирнан  | Полузащитник          | Суонлинбар      |
| 10 | Ниалл Мюррей      | Правый винг-форвард   | Каван Гэлс      |
| 11 | Дара Маквити      | Центр-форвард         | Кроссерлаф      |
| 12 | Джерард Смит      | Левый винг-форвард    | Лэви            |
| 13 | Оушен Кирнан      | Правый корнер-форвард | Каслран         |
| 14 | Киан Макей        | Фулл-форвард          | Каслран         |
| 15 | Мартин Райлли     | Левый корнер-форвард  | Киллигарри      |
| 16 | Лиам Брэди        | Вратарь               | Рамор Юнайтед   |
| 17 | Барри Форчун      | Запасной              | Каван Гэлс      |
| 18 | Джек Брэди        | Запасной              | Рамор Юнайтед   |
| 19 | Стивен Мюррей     | Запасной              | Каван Гэлс      |
| 20 | Кевин О’Райлли    | Запасной              | Батлерсбридж    |
| 21 | Конор Мадден      | Запасной              | Гауна           |
| 22 | Кристофер Конрой  | Запасной              | Лэви            |
| 23 | Томас Галлиган    | Запасной              | Лакен Селтик    |
| 24 | Киллиан Брэди     | Запасной              | Маллахоран      |
| 25 | Марк Стюарт       | Запасной              | Кроссерлаф      |
| 26 | Патрик О’Райлли   | Запасной              | Кроссерлаф      |

### Спонсоры
Спонсорские соглашения были разрешены ГАА только в 1991 году, и майки с логотипами спонсоров появились во втором матче серии между Митом и Дублином, так как позволить себе спонсорство могли немногие команды. Так, в прошлом спонсорами сборной Кавана были Holybrook Construction (1992), Atlanta Conservatories (1993) и Cavan Co-op Mart (1994), с 1995 года эту роль выполняет строительная компания Kingspan Group.

## Хёрлинг
С 1908 года в графстве проводится чемпионат по хёрлингу среди клубов, победитель которого имеет право представлять графство в клубном чемпионате Ольстера, а в случае успеха играть и во Всеирландском чемпионате. Первым победителем в 1908 году стал «Белтарбет». В 1922, 1924, 1927 и 1928 годах чемпионами графства становился клуб «Каван Слэшерс», выигрывавший с 1933 по 1936 годы. Чемпион 2019 года и рекордсмен по числу титулов — «Маллахоран», обладатель 21 титула. Тем не менее, чемпионаты проводились нерегулярно: в 1917 году хёрлинг был возрождён после непродолжительной паузы, а с 1937 по 1981 годы прошло всего восемь розыгрышей чемпионата. В 1948 и 1949 годах чемпионом становился клуб «Баллихейз», в 1950 году первый титул взял «Гранард», а в 1970-е и начале 1980-х годов ведущими клубами были «Бейлиборо Шемрокс» (чемпион 1966, 1976 и 1977 годов) и «Каван Гэлс», выигравший турниры в 1973 и 1974 годах.
В 1982 году на границе Республики Ирландия и Северной Ирландии во время межрелигиозного конфликта несли службу солдаты из графств Килкенни, Клэр и Корк. Именно они повлияли на очередное возрождение хёрлинга в Каване. С 1982 по 1985 годы по два титула выиграли «Каван Гэлс» (1983 и 1985) и «Бейлиборо Шемрокс» (1982 и 1984). Сборная графства выиграла дважды чемпионат Ольстера среди дублёров в 1983 и 1985 годах, а в сезоне 1982/1983 взяла верх в 4-м дивизионе Национальной лиги хёрлинга. С 1986 по 1988 годы лидером хёрлинга в графстве был клуб «Вудворд Гэлс», прервавший гегемонию «Каван Гэлс» и «Бейлиборо». В начале 1990-х началось доминирование клуба «Маллахоран», который с 1990 по 2010 годы не уступал никому титул чемпиона и только в 2011 году проиграл клубу «Баллимакхью», который терпел поражения в финалах 2005, 2008 и 2009 года — в 2011 году был зафиксирован счёт 4-8 — 1-6 в пользу «Баллимакхью». В 2012 году розыгрыш не состоялся, в 2013 году «Маллахоран» победил со счётом 0-13 — 0-4 команду «Кутхилл Селтик» в финале.
Сборная Кавана из-за провала в 4-м дивизионе Национальной лиги хёрлинга в 2011 году и из-за разницы «-157» набранных очков последующие шесть лет попросту не созывалась — Каван был единственным графством Ирландии без сборной по хёрлингу. Только в 2017 году команда вернулась в Кубок Лори Мигера, а в 2018 году снова стала играть в Национальной лиге хёрлинга.

### Достижения
- Чемпионы Ольстера среди дублёров[англ.]: 1983, 1985
- Победители 4-го дивизиона Национальной лиги[англ.]: 1982/1983

## Женский гэльский футбол
В 1977 году сборная Кавана выиграла Всеирландский чемпионат по гэльскому футболу среди женских команд, обыграв Роскоммон со счётом 4-3 — 2-3. В 1980 и 1981 годах они доходили до финалов снова, но терпели поражения от Типперэри и Керри. В 2011 году в чемпионате команд второго эшелона каванки дошли до финала, где в переигровке проиграли Уэстмиту, но через два года они выиграли этот турнир, обыграв сборную Типперэри со счётом 1-14 — 1-12.

## Камоги
Высшей точкой развития камоги в Каване являются две победы в чемпионате Ольстера 1940 и 1941 годов. В 1940 году они обыграли Дерри в финале чемпионата Ольстера, а в полуфинале Всеирландского чемпионата проиграли Голуэю 0-3 — 4-4. В связи с тем, что в проведение турниров вмешалась Вторая мировая война, спортсменки Кавана не могли получить право сыграть с Антримом в финале в 1941 году, однако они всё же провели встречу и выиграли 2-3 — 1-2. В полуфинале Всеирландског чемпионата они сыграли вничью с Дублином 4-0 — 3-3, забив на последней минуте гол в ворота усилиями Риты Салливан, но в переигровке проиграли со счётом 1-1 — 3-4 (все голы забивала Рита Салливан в обоих матчах). Капитаном той команды была Молли О’Брайан (урождённая Донохо) из клуба «Киллигарри», которая в 1968 году помогла вернуть игру в графство.
Первый за долгое время успех к команде Кавана в камоги пришёл в 1981 году, когда они победили в розыгрыше 2-го дивизиона Национальной лиги камоги. В 1994 году команда вышла в финал Всеирландского чемпионата среди дублёров, проиграв Корку. В 2009 году Каван выиграл Всеирландский чемпионат среди дублёров B (Кубок Мэри О’Кеннеди). Среди известных уроженок Кавана — Агнес ОФаррелли и Агнес Хеннесси, президенты Ассоциации камоги.
В 2010—2015 годах в графстве действовал план развития камоги под девизом «Наша игра, наша страсть» (англ. Our Game, Our Passion); к 2015 году планировалось в Карлоу, Каване, Лиишь, Лауте и Роскоммоне создать всего 17 новых клубов по этому виду спорта.

## Дерби
В гэльском футболе Каван участвует в дерби с Монаханом: обе команды были сильнейшими в Ольстере в 1970-е и 1980-е годы, а апофеозом их противостояния стал 1991 год, когда понадобилось провести четыре матча подряд, чтобы выявить победителя. Также противниками являются Фермана, Мит и Лонгфорд. Выделяется соперничество с Керри, с которыми в 1933 году серия растянулась на 5 игр, а один из матчей Каван и Керри сыграли в Нью-Йорке на Поло Граундс.